# 2.ª División Antiaérea
La 2.ª División Antiaérea (2. Flak-Division) fue una unidad antiaérea de la Luftwaffe durante la Segunda Guerra Mundial, la cual fue capturada en la Bolsa del Ruhr en abril de 1945.

## Historia
Formada el 1 de septiembre de 1941 en Leipzig por el 2.º Comando de Defensa Aérea. El 31 de diciembre de 1941, la división tenía una fuerza de 35 baterías pesadas, 26 medias y ligeras y 10 baterías de proyectores. En enero de 1942 la transferencia del personal a la división se organizó en el Frente Oriental. En enero de 1942 es sustituido por la 14.ª División Antiaérea, y se trasladó a Luga (Grupo de Ejércitos Norte) en el norte de Rusia. El personal de la división asumió el flanco norte del Frente Oriental desplegado fuerzas antiaéreas y la fuerza aérea fue puesto bajo el 1.º Comando de Flotas Aéreas. En mayo de 1942 se unió a la 6.ª División Antiaérea, y ahora solo cubría la zona posterior del Grupo de Ejércitos Norte. En febrero de 1944 la Div. HQ se trasladó de Luga a Pskov, y más tarde a Dorpat. El 41.º Regimiento Antiaéreo dejó la división en febrero de 1944, y finalmente se reagrupa en marzo de 1944 y regresa en julio de 1944. El 136.º Regimiento Antiaéreo fue agregado en febrero de 1944. El 151.º Regimiento Antiaéreo se añadió en julio de 1944, deja la unidad en agosto de 1944. El 151.º Regimiento Antiaéreo (mot.) fue transferido a la 6.ª División Antiaérea en agosto de 1944, seguido por el personal y del 136.º Regimiento Antiaéreo (mot.) en septiembre de 1944. El regimiento se mantuvo hasta 1944, inmóvil en la parte norte, y luego participó en la retirada a través del Báltico. En octubre de 1944 se trasladó a Alemania, nueva sede en Tréveris, y tomó el control del 3.º Regimiento de Asalto Antiaéreo. Con la retirada de las fuerzas alemanas a finales de 1944, el Reich fue la sede de la división en noviembre de 1944 en Erkelenz. El 1.º Regimiento Antiaéreo de Asalto (mot.) se unió a la división en noviembre de 1944, mientras que el 8.º Regimiento Antiaéreo (v) y el 182.º Regimiento Antiaéreo (mot.) dejado por la 1.ª Brigada Antiaérea y la 19.ª Brigada Antiaérea, respectivamente. A partir del 16 de diciembre de 1944 participó en las asociaciones en la ofensiva de las Ardenas y la posterior retirada del combate. Después de su fracaso para poner en pie a la división. En enero de 1945 en Eifel y en febrero de 1945 en Altenahr, el apoyo al 5.º Ejército Panzer. El 29 de marzo de 1945 fue su puesto al mando en Siegen. En marzo de 1945 en Siegerland. El 11 de abril de 1945 combate contra los últimos vestigios restantes de la división en la plaza de Plettenberg. Se rindió el 17 de abril de 1945, en la Bolsa del Ruhr. Como resultado, cayó prisionera del Ejército norteamericano.

## Comandantes
- Teniente General Oskar Bertram - (1 de septiembre de 1941 - 11 de enero de 1942)
- Teniente General Walter Feyerabend - (12 de enero de 1942 - 3 de febrero de 1942)
- Teniente General Heino von Rantzau - (3 de febrero de 1942 - 30 de septiembre de 1943)
- Teniente General Alfons Luczny - (1 de octubre de 1943 - 15 de noviembre de 1944)
- Coronel Fritz Laicher - (16 de noviembre de 1944 - 17 de abril de 1945)

### Jefe de Operaciones (Ia)
- Capitán Gaspari - (? - agosto de 1944)
- Capitán Heinz Skrobucha - (22 de agosto de 1944 - abril de 1945)

## Área de Operaciones

### 1941*
| Fecha      | Cuerpos Aéreos/Cuerpos Antiaéreos | Comandos de los Distritos Aéreos/Flotas Aéreas | Lugar                         |
| 1 de enero | -                                 | III Comando del Distrito Aéreo                 | Leipzig                       |
| enero      | -                                 | 1.ª Flota Aérea                                | Frente Oriental, sector norte |

### 1942**
| Fecha      | Cuerpos Aéreos/Cuerpos Antiaéreos | Comandos de los Distritos Aéreos/Flotas Aéreas | Lugar                         |
| 1 de enero | -                                 | 1.ª Flota Aérea                                | Frente Oriental, sector norte |

### 1943
| Fecha      | Cuerpos Aéreos/Cuerpos Antiaéreos | Comandos de los Distritos Aéreos/Flotas Aéreas | Lugar                         |
| 1 de enero | -                                 | 1.ª Flota Aérea                                | Frente Oriental, sector norte |

### 1944
| Fecha                  | Cuerpos Aéreos/Cuerpos Antiaéreos | Comandos de los Distritos Aéreos/Flotas Aéreas | Lugar                         |
| 1 de enero             | -                                 | 1.ª Flota Aérea                                | Frente Oriental, sector norte |
| septiembre - diciembre | -                                 | -                                              | Alemania                      |
| 1 de octubre           | III Cuerpo Antiaéreo              | Comando de la Fuerza Aérea Occidental          | Frente Occidental             |
| diciembre - enero      | -                                 | -                                              | Ardenas                       |

### 1945
| Fecha           | Cuerpos Aéreos/Cuerpos Antiaéreos | Comandos de los Distritos Aéreos/Flotas Aéreas | Lugar                    |
| 1 de enero      | III Cuerpo Antiaéreo              | Comando de la Fuerza Aérea Occidental          | Frente Occidental        |
| febrero - marzo | -                                 | -                                              | Eifel & Altenahr         |
| marzo - abril   | -                                 | -                                              | Bolsa del Ruhr, Alemania |

Leipzig - (septiembre de 1941 - enero de 1942)*

Frente Oriental, sector norte - (enero de 1942 - septiembre de 1944)**

## Orden de Batalla
Organización del 1 de septiembre de 1941:
- 3.º Regimiento Antiaéreo (o) (Grupo antiaéreo Turingia) en Weimar(?)
- 33.º Regimiento Antiaéreo (o) (Grupo antiaéreo Halle-Leuna)
- 300.º Regimiento antiaéreo (v) (Grupo antiaéreo Leipzig)
- 73.º Regimiento de Proyectores Antiaéreo (o) (Grupo antiaéreo de proyectores Leipzig)
- 122.ª División Aérea de Comunicaciones

Organización del 31 de marzo de 1942 (Div. Luga HQ):
- 41.º Regimiento Antiaéreo en Luga (cubre el área trasera del Grupo de Ejércitos Norte)
- 151.º Regimiento Antiaéreo en Medved (apoya al 16.º Ejército)
- 164.º Regimiento Antiaéreo en Roshdestvenno (apoya al 18.º Ejército)
- 122.º Compañía de Operaciones Aérea de Comunicaciones
- División de Oficial de Suministros

Organización de septiembre de 1942:
- 41.º Regimiento Antiaéreo en Luga
- 43.º Regimiento Antiaéreo en Ostrov
- 182.º Regimiento Antiaéreo en Krasnovardeisk
- 517.ª División Mixta Antiaérea (v) en Narva
- 431.ª División Mixta Antiaérea (v) en Narva
- 720 le. (v) en Narva

Organización del 1 de abril de 1943:
- 164.º Regimiento Antiaéreo (mot.)
- 41.º Regimiento Antiaéreo (mot.)
- 82.º Regimiento Antiaéreo
- 618.º Batallón de Proyectores Antiaéreo (v)
- 122.º Compañía de Operaciones Aérea de Comunicaciones
- División de Oficial de Suministros

Organización del 1 de noviembre de 1943:
- 182.º Regimiento Antiaéreo (mot.)
- 164.º Regimiento Antiaéreo (mot.)
- 41.º Regimiento Antiaéreo (mot.)
- 618.º Batallón de Proyectores Antiaéreo (v)
- I./8.ª Batería Ligera de Alarma Antiaérea
- 122.º Compañía de Operaciones Aérea de Comunicaciones

Organización del 1 de agosto de 1944:
- 136.º Regimiento Antiaéreo (mot.)
- 151.º Regimiento Antiaéreo (mot.)
- 164.º Regimiento Antiaéreo (mot.)
- 182.º Regimiento Antiaéreo (mot.)
- VI./23.ª Batería de Transporte Antiaérea
- I./31.ª Batería de Transporte Antiaérea
- VI./1.ª Batería de Transporte Antiaérea
- I./45.ª Batería de Transporte Antiaérea
- 122.º Compañía de Operaciones Aérea de Comunicaciones

Organización del 15 de octubre de 1944:
- 8.º Regimiento Antiaéreo (v)
- 182.º Regimiento Antiaéreo (mot.)
- 2.º Regimiento de Asalto Antiaéreo (mot.)
- 3.º Regimiento de Asalto Antiaéreo (mot.)
- 4.º Regimiento de Asalto Antiaéreo (mot.)

Organización del 1 de noviembre de 1944:
- 2.º Regimiento de Asalto Antiaéreo (mot.)
- 3.º Regimiento de Asalto Antiaéreo (mot.)
- 4.º Regimiento de Asalto Antiaéreo (mot.)
- 8.º Regimiento Antiaéreo (v)
- 182.º Regimiento Antiaéreo (mot.)
- 122.º Compañía de Operaciones Aérea de Comunicaciones

Organización del 1 de diciembre de 1944:
- 1.º Regimiento de Asalto Antiaéreo (mot.)
- 2.º Regimiento de Asalto Antiaéreo (mot.)
- 3.º Regimiento de Asalto Antiaéreo (mot.)
- 4.º Regimiento de Asalto Antiaéreo (mot.)

## Fuerzas de noviembre de 1944 a febrero de 1945
| Fecha                  | Baterías Antiaéreas Pesadas | Baterías Antiaéreas Ligeras/Medio |
| 8 de noviembre de 1944 | 20                          | 21                                |
| 8 de enero de 1945     | 18                          | 17                                |
| 8 de febrero de 1945   | 33                          | 38                                |
| 23 de febrero de 1945  | 19                          | 24                                |

## Subordinado
| diciembre de 1941 – enero de 1942 | III Comando Administrativo Aéreo |
| enero de 1942                     | 1.ª Flota Aérea                  |
| octubre de 1944                   | III Cuerpo Antiaéreo             |